# مجاموي
مجاموي هي قرية تقع في جزيرة أنجوان في جزر القمر. بلغ عدد سكانها 927 نسمة حسب إحصاء عام 1991.